# Membres de l'Ordre du Canada, par ordre alphabétique C
| Nom                                | Ville                    | Province                  | Grade     | Année | Occupation |
| ---------------------------------- | ------------------------ | ------------------------- | --------- | ----- | ---------- |
| Aldée Cabana                       | Sherbrooke               | Québec                    | Membre    | 1992  |            |
| Gisèle Beaudoin Cabana             | Trois-Rivières           | Québec                    | Membre    | 2001  |            |
| Howard Reid Cable                  | Toronto                  | Ontario                   | Membre    | 1999  |            |
| Francis H. Cabot                   | La Malbaie               | Québec                    | Membre    | 2005  |            |
| Barbara Cadbury                    | Oakville                 | Ontario                   | Membre    | 1990  |            |
| George Woodall Cadbury             | Oakville                 | Ontario                   | Membre    | 1990  |            |
| Charles-Auguste Cadieux            | Islington (en)           | Ontario                   | Membre    | 1973  |            |
| Jean A. Cadieux                    | Moncton                  | Nouveau-Brunswick         | Membre    | 1999  |            |
| Léo Cadieux                        | Ottawa                   | Ontario                   | Officier  | 1974  |            |
| Marcel Cadieux                     | Ottawa                   | Ontario                   | Compagnon | 1969  |            |
| Dorothy Cadwell                    | Ottawa                   | Ontario                   | Officier  | 1971  |            |
| Michel Cailloux                    | Laval                    | Québec                    | Officier  | 2002  |            |
| Laurence J. Cain                   | Burlington               | Ontario                   | Membre    | 1984  |            |
| Michael H. Cain                    | Chicoutimi               | Québec                    | Membre    | 2001  |            |
| Trudi Le Caine                     | Gloucester               | Ontario                   | Membre    | 1991  |            |
| Alan C. Cairns                     | Waterloo                 | Ontario                   | Officier  | 1998  |            |
| Frank Arthur Calder                | Victoria                 | Colombie-Britannique      | Officier  | 1987  |            |
| Thomas Scott Caldwell              | Toronto                  | Ontario                   | Membre    | 2003  |            |
| William Glen Elliot Caldwell       | London                   | Ontario                   | Officier  | 2000  |            |
| John C. Callaghan                  | Edmonton                 | Alberta                   | Officier  | 1985  |            |
| Louis P. Callaghan                 | Vernon River             | Île-du-Prince-Édouard     | Membre    | 1984  |            |
| Morley Callaghan                   | Toronto                  | Ontario                   | Compagnon | 1982  |            |
| E. Patrick Callison                | Richmond                 | Colombie-Britannique      | Membre    | 1974  |            |
| June Callwood                      | Toronto                  | Ontario                   | Compagnon | 1978  |            |
| Donald Brian Calne                 | Vancouver                | Colombie-Britannique      | Officier  | 1998  |            |
| Susan Calne                        | Vancouver                | Colombie-Britannique      | Membre    | 2001  |            |
| Douglas G. Cameron                 | Montréal                 | Québec                    | Officier  | 1978  |            |
| G. Donald W. Cameron               | Peterborough             | Ontario                   | Officier  | 1968  |            |
| Gordon Irwin Cameron               | Whitehorse               | Yukon                     | Membre    | 1980  |            |
| Gordon Wallace Cameron             | Calgary                  | Alberta                   | Membre    | 1995  |            |
| James Malcolm Cameron              | New Glasgow              | Nouvelle-Écosse           | Membre    | 1980  |            |
| John Allan Cameron                 | Pickering                | Ontario                   | Membre    | 2002  |            |
| Michelle A. Cameron                | Calgary                  | Alberta                   | Membre    | 1988  |            |
| Robert B. Cameron                  | New Glasgow              | Nouvelle-Écosse           | Officier  | 1970  |            |
| Thomas W.M. Cameron                | Baie-D'Urfé              | Québec                    | Officier  | 1972  |            |
| William Maxwell Cameron            | West Vancouver           | Colombie-Britannique      | Membre    | 2003  |            |
| Dalton Kingsley Camp               | Cambridge                | Nouveau-Brunswick         | Officier  | 1993  |            |
| Iona V. Campagnolo                 | Victoria                 | Colombie-Britannique      | Membre    | 1973  |            |
| A. Barrie Campbell                 | Winnipeg                 | Manitoba                  | Officier  | 1989  |            |
| A. Lorne Campbell                  | Winnipeg                 | Manitoba                  | Officier  | 1985  |            |
| Angus Robert Campbell              | Saskatoon                | Saskatchewan              | Membre    | 1998  |            |
| Anne Adamson Campbell              | Cochrane                 | Alberta                   | Membre    | 1976  |            |
| Clara Evelyn Campbell              | Rigolet                  | Terre-Neuve-et-Labrador   | Membre    | 1986  |            |
| Constantine Alberga Campbell       | Ottawa                   | Ontario                   | Membre    | 1997  |            |
| D. Ralph Campbell                  | Orillia                  | Ontario                   | Membre    | 1986  |            |
| David M. Campbell                  | Toronto                  | Ontario                   | Membre    |       |            |
| Donald Fraser Campbell             | Sydney                   | Nouvelle-Écosse           | Membre    | 1987  |            |
| Douglas Campbell                   | Montréal                 | Québec                    | Membre    | 1997  |            |
| Douglas Lloyd Campbell             | Winnipeg                 | Manitoba                  | Officier  | 1972  |            |
| Duncan Chester Campbell            | Fredericton              | Nouveau-Brunswick         | Membre    | 1991  |            |
| Edward James Moran Campbell        | Dundas                   | Ontario                   | Officier  | 2000  |            |
| Margaret Fasken Baird Campbell     | Toronto                  | Ontario                   | Membre    | 1982  |            |
| Marjorie Wilkin Campbell           | Toronto                  | Ontario                   | Membre    |       |            |
| Mona L. Campbell                   | Toronto                  | Ontario                   | Officier  | 1996  |            |
| Neil William Campbell              | Vineland Station         | Ontario                   | Membre    | 1981  |            |
| Norman K. Campbell                 | Willowdale               | Ontario                   | Officier  | 1978  |            |
| Thane A. Campbell                  | Ottawa                   | Ontario                   | Compagnon | 1973  |            |
| W. Kenneth Campbell                | Ottawa                   | Ontario                   | Membre    | 1974  |            |
| Lucien Campeau                     | Montréal                 | Québec                    | Membre    | 2002  |            |
| Alfredo F.M. Campo                 | Ste-Marguerite Station   | Québec                    | Membre    | 1978  |            |
| Pierre Camu                        | Ottawa                   | Ontario                   | Officier  | 1976  |            |
| Brian A. Canfield                  | Vancouver                | Colombie-Britannique      | Membre    |       |            |
| Bonnie Laura McClung Cappuccino    | Maxville                 | Ontario                   | Membre    | 1995  |            |
| Fred Cappuccino                    | Maxville                 | Ontario                   | Membre    | 1995  |            |
| Côme Carbonneau                    | Québec                   | Québec                    | Officier  | 1978  |            |
| Douglas J. Cardinal                | Ottawa                   | Ontario                   | Officier  | 1989  |            |
| J. Maurice S. Careless             | Toronto                  | Ontario                   | Officier  | 1981  |            |
| Jean Carignan                      | Delson                   | Québec                    | Membre    | 1974  |            |
| Robert Thomas Carkner              | Richmond                 | Colombie-Britannique      | Membre    | 2001  |            |
| Gilles Carle                       | Montréal                 | Québec                    | Officier  | 1998  |            |
| Robert Dicks Carman                | Colborne                 | Ontario                   | Membre    | 1995  |            |
| Herbert H. Carnegie                | Markham                  | Ontario                   | Membre    | 2003  |            |
| Marcel Caron                       | Montréal                 | Québec                    | Officier  | 1980  |            |
| Denny Carr                         | Saskatoon                | Saskatchewan              | Membre    | 1999  |            |
| Judith Feld Carr                   | Toronto                  | Ontario                   | Membre    | 2000  |            |
| Shirley G.E. Carr                  | Niagara Falls            | Ontario                   | Officier  | 1980  |            |
| Elisabeth Carrier                  | Beaumont                 | Québec                    | Officier  | 1998  |            |
| Roch Carrier                       | Westmount                | Québec                    | Officier  | 1991  |            |
| J.A. Berthold Carriere             | Stratford                | Ontario                   | Membre    | 2001  |            |
| Jean-Paul Carriere                 | Westmount                | Québec                    | Officier  | 1976  |            |
| Gaston Carrière                    | Ottawa                   | Ontario                   | Membre    | 1972  |            |
| Serge Carrière                     | Vaudreuil-sur-le-Lac     | Québec                    | Officier  | 1997  |            |
| Ruth Carse                         | Edmonton                 | Alberta                   | Membre    | 1991  |            |
| Walter Carsen                      | Toronto                  | Ontario                   | Officier  | 1994  |            |
| John J. Carson                     | Ottawa                   | Ontario                   | Officier  | 1976  |            |
| Allan Ian Carswell                 | Thornhill                | Ontario                   | Membre    | 2005  |            |
| Alexander Carter                   | North Bay                | Ontario                   | Officier  | 1989  |            |
| Gerald Emmett Cardinal Carter      | Toronto                  | Ontario                   | Compagnon | 1982  |            |
| Kenneth LeM. Carter                | Toronto                  | Ontario                   | Officier  | 1967  |            |
| Owen Le Mesurier Carter            | Mahone Bay               | Nouvelle-Écosse           | Membre    | 1994  |            |
| Roger Colenso Carter               | Saskatoon                | Saskatchewan              | Officier  | 2000  |            |
| Wilfred Mackenzie Carter           | St. Andrews              | Nouveau-Brunswick         | Membre    | 1992  |            |
| Jochem Carton                      | Westmount                | Québec                    | Officier  | 1975  |            |
| John R. Cartwright                 | Ottawa                   | Ontario                   | Compagnon | 1970  |            |
| Arthur J. Carty                    | Ottawa                   | Ontario                   | Officier  | 2000  |            |
| Humphrey Stephen Mumford Carver    | Ottawa                   | Ontario                   | Membre    | 1988  |            |
| Orin Donald Carver                 | Stratford                | Île-du-Prince-Édouard     | Membre    | 2001  |            |
| Winslow S. Case                    | Sudbury                  | Ontario                   | Membre    | 1974  |            |
| Margaret Casey                     | Halifax                  | Nouvelle-Écosse           | Membre    | 2004  |            |
| Michael Thomas Casey               | Halifax                  | Nouvelle-Écosse           | Membre    | 2004  |            |
| C. Perrault Casgrain               | St-Lambert               | Québec                    | Officier  | 1973  |            |
| Thérèse F. Casgrain                | Montréal                 | Québec                    | Compagnon | 1967  |            |
| Ofra Harnoy Cash                   | Toronto                  | Ontario                   | Membre    | 1995  |            |
| Richard Cashin                     | Saint-Jean               | Terre-Neuve-et-Labrador   | Officier  | 1989  |            |
| Elizabeth Cass                     | Fort Smith               | Territoires du Nord-Ouest | Officier  | 1970  |            |
| Stanley Bernard Cassidy            | Fredericton              | Nouveau-Brunswick         | Membre    | 1986  |            |
| Alfred Joseph Casson               | Toronto                  | Ontario                   | Officier  | 1978  |            |
| Jean-Gabriel Castel                | Downsview                | Ontario                   | Officier  | 1985  |            |
| Marlene Brant Castellano           | Tyendinaga               | Ontario                   | Officier  | 2004  |            |
| Claude Castonguay                  | Verdun                   | Québec                    | Compagnon | 1974  |            |
| Jacques J. Castonguay              | Ile-des-Sœurs            | Québec                    | Membre    | 1991  |            |
| Carlo Cattarello                   | South Porcupine          | Ontario                   | Membre    | 2001  |            |
| Charles R. Catto                   | Pickering                | Ontario                   | Membre    | 1979  |            |
| Robert Cauchon                     | Salaberry-de-Valleyfield | Québec                    | Membre    | 1977  |            |
| Juliette Cavazzi                   | Vancouver                | Colombie-Britannique      | Membre    | 1975  |            |
| Raffi Cavoukian                    | Mayne Island             | Colombie-Britannique      | Membre    | 1983  |            |
| Karen Magnussen Cella              | North Vancouver          | Colombie-Britannique      | Officier  | 1973  |            |
| Frederick T. Cenaiko               | Wakaw                    | Saskatchewan              | Membre    |       |            |
| J.J. Cennon                        | Canmore                  | Alberta                   | Membre    |       |            |
| Irène Fournier Chabot              | Gravelbourg              | Saskatchewan              | Membre    | 2003  |            |
| Marie-Emmanuel Chabot              | Québec                   | Québec                    | Officier  | 1989  |            |
| Hugh Clifford Chadderton           | Ottawa                   | Ontario                   | Compagnon | 1977  |            |
| André Chagnon                      | Montréal                 | Québec                    | Officier  | 1992  |            |
| Maurice J. Chagnon                 | Ottawa                   | Ontario                   | Membre    | 1985  |            |
| Floyd S. Chalmers                  | Toronto                  | Ontario                   | Compagnon | 1967  |            |
| G. Everett N. Chalmers             | Fredericton              | Nouveau-Brunswick         | Officier  | 1983  |            |
| M. Joan Chalmers                   | Toronto                  | Ontario                   | Compagnon | 1987  |            |
| Louis Joseph Chamberland           | Trois-Rivières           | Québec                    | Membre    | 1976  |            |
| Gretta Chambers                    | Westmount                | Québec                    | Compagnon | 1994  |            |
| Robert William Chambers            | Halifax                  | Nouvelle-Écosse           | Membre    | 1976  |            |
| Jacques de Champlain               | Montréal                 | Québec                    | Officier  | 1996  |            |
| Roger Champoux                     | Outremont                | Québec                    | Membre    | 1975  |            |
| Ernest C.F. Chan                   | Saskatoon                | Saskatchewan              | Membre    | 1984  |            |
| Thomas Ming Swi Chang              | St. Lambert              | Québec                    | Officier  | 1991  |            |
| James G. Channing                  | Saint-Jean               | Terre-Neuve-et-Labrador   | Membre    | 1974  |            |
| Donald A. Chant                    | Madoc                    | Ontario                   | Officier  | 1988  |            |
| Christopher Martin Chapman         | Uxbridge                 | Ontario                   | Membre    | 1987  |            |
| Louis Charbonneau                  | Ottawa                   | Ontario                   | Membre    | 1976  |            |
| Roger Charbonneau                  | Montréal                 | Québec                    | Officier  | 1979  |            |
| Robert Charlebois                  | Montréal                 | Québec                    | Officier  | 1999  |            |
| John L. Charles                    | Winnipeg                 | Manitoba                  | Officier  | 1973  |            |
| Charlie Peter Charlie              | Old Crow                 | Yukon                     | Membre    | 1988  |            |
| Hwunumetse' - Simon Charlie        | Duncan                   | Colombie-Britannique      | Membre    | 2003  |            |
| Eric Charman                       | Victoria                 | Colombie-Britannique      | Membre    | 2000  |            |
| Fulgence Charpentier               | Ottawa                   | Ontario                   | Officier  | 1978  |            |
| Yvette Charpentier                 | Montréal                 | Québec                    | Officier  | 1970  |            |
| André Charron                      | Montréal                 | Québec                    | Membre    | 1983  |            |
| Paul-Émile Charron                 | Lévis                    | Québec                    | Officier  | 1986  |            |
| Joseph Christian Gabriel Chartrand | Montréal                 | Québec                    | Membre    | 1986  |            |
| Henri Chassé                       | Hull                     | Québec                    | Membre    | 1991  |            |
| A.J.G.D. de Chastelain             | Rockcliffe               | Ontario                   | Officier  | 1993  |            |
| Normand Chaurette                  | Montréal                 | Québec                    | Officier  | 2004  |            |
| Frank W. Chauvin                   | Windsor                  | Ontario                   | Membre    | 1987  |            |
| Alice Mary Elizabeth Cheatley      | Winnipeg                 | Manitoba                  | Membre    | 2001  |            |
| Lawrence Cherney                   | Toronto                  | Ontario                   | Membre    | 2002  |            |
| Saul Mark Cherniack                | Winnipeg                 | Manitoba                  | Membre    | 1993  |            |
| François Chevalier                 | Gatineau                 | Québec                    | Membre    | 2004  |            |
| Léo Chevalier                      | Montréal                 | Québec                    | Membre    | 1978  |            |
| Louise Chevalier                   | Montréal                 | Québec                    | Officier  | 1987  |            |
| Lionel Chevrier                    | Montréal                 | Québec                    | Compagnon | 1967  |            |
| Yves Chevrier                      | Ottawa                   | Ontario                   | Membre    | 1980  |            |
| Jack Chiang                        | Kingston                 | Ontario                   | Membre    | 2005  |            |
| Anselme Chiasson                   | Montréal                 | Québec                    | Officier  | 1976  |            |
| Elphège Chiasson                   | Lamèque                  | Nouveau-Brunswick         | Membre    | 2000  |            |
| Arthur J. Child                    | Calgary                  | Alberta                   | Officier  | 1985  |            |
| Julia Chia-yi Ching                | Toronto                  | Ontario                   | Membre    | 2000  |            |
| Warren Chippindale                 | Mont-Tremblant           | Québec                    | Membre    | 1997  |            |
| Ludmilla Chiriaeff                 | Montréal                 | Québec                    | Compagnon | 1969  |            |
| G. Brock Chisholm                  | Victoria                 | Colombie-Britannique      | Compagnon | 1967  |            |
| Rae Chittick                       | Vancouver                | Colombie-Britannique      | Membre    | 1975  |            |
| Yvonne Chiu                        | Toronto                  | Ontario                   | Membre    | 2001  |            |
| Harry Chonkolay                    | High Level               | Alberta                   | Membre    | 1989  |            |
| Fernand Choquette                  | Québec                   | Québec                    | Compagnon | 1972  |            |
| Robert Choquette                   | Montréal                 | Québec                    | Compagnon | 1968  |            |
| Julien Chouinard                   | Ottawa                   | Ontario                   | Officier  | 1974  |            |
| Bruce Chown                        | Victoria                 | Colombie-Britannique      | Officier  | 1967  |            |
| Wayson Choy                        | Toronto                  | Ontario                   | Membre    | 2005  |            |
| Michel Chrétien                    | Ottawa                   | Ontario                   | Officier  | 1986  |            |
| David A. Christensen               | Saskatoon                | Saskatchewan              | Membre    | 2002  |            |
| Ione J. Christensen                | Whitehorse               | Yukon                     | Membre    | 1994  |            |
| Wallace B. Chung                   | Vancouver                | Colombie-Britannique      | Membre    | 2005  |            |
| Young Sup Chung                    | Beaconsfield             | Québec                    | Membre    | 2001  |            |
| Robert B. Church                   | Airdrie                  | Alberta                   | Membre    | 2000  |            |
| Edward Churchill                   | Montréal                 | Québec                    | Officier  | 1967  |            |
| James A. Churchman                 | Ottawa                   | Ontario                   | Membre    | 1973  |            |
| George Chuvalo                     | Toronto                  | Ontario                   | Membre    | 1998  |            |
| Sam John Ciccolini                 | Woodbridge               | Ontario                   | Membre    | 2005  |            |
| Bernhard Cinader                   | Toronto                  | Ontario                   | Officier  | 1985  |            |
| Dmytro Cipywnyk                    | Saskatoon                | Saskatchewan              | Membre    | 1992  |            |
| Barbara J. Clark                   | Ottawa                   | Ontario                   | Membre    | 2001  |            |
| Charles J. Clark                   | Windsor                  | Ontario                   | Membre    | 1994  |            |
| Charles Joseph Clark               | Ottawa                   | Ontario                   | Compagnon | 1994  |            |
| Douglas Harvey Clark               | Ottawa                   | Ontario                   | Membre    | 1995  |            |
| Greg Clark                         | Toronto                  | Ontario                   | Officier  | 1967  |            |
| H. Spencer Clark                   | Don Mills                | Ontario                   | Membre    | 1983  |            |
| Howard H. Clark                    | Toronto                  | Ontario                   | Compagnon | 1970  |            |
| John Ivor Clark                    | Saint-Jean               | Terre-Neuve-et-Labrador   | Officier  |       |            |
| Robert Harry Clark                 | Whitby                   | Ontario                   | Officier  | 1999  |            |
| Roger Clark                        | Ottawa                   | Ontario                   | Membre    | 2001  |            |
| S.D. Clark                         | Toronto                  | Ontario                   | Officier  | 1978  |            |
| Austin Chesterfield Clarke         | Toronto                  | Ontario                   | Membre    | 1998  |            |
| Donald W. Clarke                   | Edmonton                 | Alberta                   | Membre    | 2002  |            |
| Frances Anna Clarke                | Saint-Jean               | Terre-Neuve-et-Labrador   | Membre    | 1976  |            |
| Irene W.H. Clarke                  | Toronto                  | Ontario                   | Membre    | 1976  |            |
| John Clarke                        | Vancouver                | Colombie-Britannique      | Membre    | 2002  |            |
| Kenneth H.J. Clarke                | Toronto                  | Ontario                   | Membre    | 1981  |            |
| Larry D. Clarke                    | West Vancouver           | Colombie-Britannique      | Officier  | 1988  |            |
| Lorne O. Clarke                    | Halifax                  | Nouvelle-Écosse           | Officier  | 1999  |            |
| Michael F. Clarke                  | Mississauga              | Ontario                   | Membre    | 1995  |            |
| Terence M. Clarke                  | Toronto                  | Ontario                   | Membre    | 2002  |            |
| Adrienne Clarkson                  | Toronto                  | Ontario                   | Compagnon | 1992  |            |
| Joan Douglas Clayton               | Toronto                  | Ontario                   | Membre    | 2003  |            |
| Allan Van Cleave                   | Saskatoon                | Saskatchewan              | Membre    | 1976  |            |
| John Edward Cleghorn               | Toronto                  | Ontario                   | Officier  | 2001  |            |
| Douglas Bruce Clement              | Vancouver                | Colombie-Britannique      | Membre    | 1991  |            |
| Claude Clément                     | Saint-Bruno              | Québec                    | Membre    | 1999  |            |
| F. Ronald Cleminson                | Ottawa                   | Ontario                   | Membre    | 2005  |            |
| Amy L. Clemons                     | Selkirk                  | Manitoba                  | Membre    | 1973  |            |
| François E. Cleyn                  | Huntingdon               | Québec                    | Officier  | 1972  |            |
| Leslie Cliff                       | Vancouver                | Colombie-Britannique      | Officier  | 1971  |            |
| Ronald Laird Cliff                 | Vancouver                | Colombie-Britannique      | Membre    | 1985  |            |
| Terrence Joseph Slater Clifford    | London                   | Ontario                   | Membre    | 2003  |            |
| Gilles G. Cloutier                 | Laval                    | Québec                    | Compagnon | 1981  |            |
| Jean-Paul Cloutier                 | Sainte-Foy               | Québec                    | Membre    | 2000  |            |
| M. L'abbé Raoul Cloutier           | Québec                   | Québec                    | Officier  | 1971  |            |
| Sheila Watt-Cloutier               | Iqaluit                  | Nunavut                   | Officier  |       |            |
| Sylvain Cloutier                   | Ottawa                   | Ontario                   | Officier  | 1979  |            |
| Caroline L. Clow                   | Montréal                 | Québec                    | Membre    | 1982  |            |
| Ronald Martin Clowes               | Vancouver                | Colombie-Britannique      | Membre    | 1998  |            |
| George C. Clutesi                  | Port Alberni             | Colombie-Britannique      | Membre    | 1973  |            |
| John V. Clyne                      | Vancouver                | Colombie-Britannique      | Compagnon | 1972  |            |
| Suzanne M. Coallier                | St-Laurent               | Québec                    | Membre    | 1987  |            |
| Kathleen Coburn                    | Toronto                  | Ontario                   | Officier  | 1973  |            |
| Janet Cochrane                     | Winnipeg                 | Manitoba                  | Membre    | 1989  |            |
| William A. Cochrane                | Calgary                  | Alberta                   | Officier  | 1989  |            |
| Bruce Cockburn                     | Toronto                  | Ontario                   | Officier  | 1982  |            |
| Georges Codling                    | Sorel                    | Québec                    | Membre    | 2000  |            |
| Charles Sheridan Coffey            | North York               | Ontario                   | Officier  | 2003  |            |
| Joy Coghill                        | Vancouver                | Colombie-Britannique      | Membre    | 1990  |            |
| Fred Cogswell                      | Vancouver                | Colombie-Britannique      | Membre    | 1981  |            |
| Albert Diamond Cohen               | Winnipeg                 | Manitoba                  | Officier  | 1983  |            |
| Dian Nusgart Cohen                 | Ayer's Cliff             | Québec                    | Membre    | 1993  |            |
| H. Reuben Cohen                    | Moncton                  | Nouveau-Brunswick         | Compagnon | 1979  |            |
| Harry Cohen                        | Calgary                  | Alberta                   | Membre    | 1974  |            |
| Joseph H. Cohen                    | Vancouver                | Colombie-Britannique      | Membre    | 1978  |            |
| Leonard Cohen                      | Montréal                 | Québec                    | Compagnon | 2003  |            |
| Marshall A. Cohen                  | Toronto                  | Ontario                   | Officier  |       |            |
| Martha Cohen                       | Calgary                  | Alberta                   | Membre    | 1975  |            |
| Maxwell Cohen                      | Ottawa                   | Ontario                   | Officier  | 1976  |            |
| Morley Mitchell Cohen              | Montréal                 | Québec                    | Membre    | 2000  |            |
| Nina F. Cohen                      | Toronto                  | Ontario                   | Officier  | 1967  |            |
| Samuel N. Cohen                    | Winnipeg                 | Manitoba                  | Membre    | 1978  |            |
| Dusty Cohl                         | Toronto                  | Ontario                   | Membre    | 2002  |            |
| George A. Cohon                    | Toronto                  | Ontario                   | Officier  | 1987  |            |
| Réjane Laberge-Colas               | Montréal                 | Québec                    | Membre    | 1997  |            |
| François Colbert                   | Greenfield Park          | Québec                    | Membre    | 2002  |            |
| M. J. Coldwell                     | Ottawa                   | Ontario                   | Compagnon | 1967  |            |
| Carol Ann Cole                     | Toronto                  | Ontario                   | Membre    | 2000  |            |
| Christina Cole                     | Fogo                     | Terre-Neuve-et-Labrador   | Membre    | 1991  |            |
| James A. Coleman                   | Vancouver                | Colombie-Britannique      | Membre    | 1974  |            |
| Edgar Andrew Collard               | Ottawa                   | Ontario                   | Membre    | 1976  |            |
| H. Elizabeth Collard               | Ottawa                   | Ontario                   | Membre    | 1987  |            |
| Jacqueline Cool Collette           | Moncton                  | Nouveau-Brunswick         | Membre    | 2001  |            |
| Ron Collier                        | Toronto                  | Ontario                   | Officier  | 2003  |            |
| Henry Collingwood                  | Saint-Jean               | Terre-Neuve-et-Labrador   | Officier  | 1990  |            |
| Allan F. Collins                   | Edmonton                 | Alberta                   | Officier  | 1991  |            |
| Louis William Collins              | Halifax                  | Nouvelle-Écosse           | Membre    | 1995  |            |
| William Collins                    | Calgary                  | Alberta                   | Membre    |       |            |
| Ron Collister                      | Edmonton                 | Alberta                   | Membre    | 1994  |            |
| John Robert Colombo                | Toronto                  | Ontario                   | Membre    | 2004  |            |
| Burton D. Colter                   | Fredericton              | Nouveau-Brunswick         | Membre    | 1985  |            |
| Alexander Colville                 | Wolfville                | Nouvelle-Écosse           | Compagnon | 1967  |            |
| Bernardin Joseph Comeau            | Saulnierville            | Nouvelle-Écosse           | Membre    | 1986  |            |
| Léger Comeau                       | Meteghan River           | Nouvelle-Écosse           | Officier  | 1989  |            |
| Louis R. Comeau                    | Halifax                  | Nouvelle-Écosse           | Membre    | 2002  |            |
| Phil Comeau                        | Moncton                  | Nouveau-Brunswick         | Membre    | 2010  |            |
| Charles F. Comfort                 | Ottawa                   | Ontario                   | Officier  | 1972  |            |
| William Comrie                     | Edmonton                 | Alberta                   | Officier  |       |            |
| Roger Comtois                      | Montréal                 | Québec                    | Officier  | 1983  |            |
| Harry Con                          | Vancouver                | Colombie-Britannique      | Membre    | 1982  |            |
| Thomas J. Condon                   | Saint John               | Nouveau-Brunswick         | Membre    | 2004  |            |
| Charles Joseph Connaghan           | West Vancouver           | Colombie-Britannique      | Membre    | 1999  |            |
| George E. Connell                  | Toronto                  | Ontario                   | Officier  | 1987  |            |
| Martin Philip Connell              | Toronto                  | Ontario                   | Officier  | 1993  |            |
| Stompin' Tom Connors               | Ballinafad               | Ontario                   | Officier  | 1996  |            |
| Margaret Conrad                    | Fredericton              | Nouveau-Brunswick         | Officier  | 2004  |            |
| J. Harold Conway                   | Ottawa                   | Ontario                   | Membre    | 1979  |            |
| Donald Frederick Cook              | London                   | Ontario                   | Membre    | 1992  |            |
| Ramsay Cook                        | Toronto                  | Ontario                   | Officier  | 1986  |            |
| William H. Cook                    | Ottawa                   | Ontario                   | Officier  | 1969  |            |
| Ernest Coombs                      | Pickering                | Ontario                   | Membre    | 1996  |            |
| Edward John Cooper                 | Ottawa                   | Ontario                   | Membre    | 1992  |            |
| George T.H. Cooper                 | Halifax                  | Nouvelle-Écosse           | Membre    | 2003  |            |
| Jack Cooper                        | Toronto                  | Ontario                   | Membre    | 1985  |            |
| Mel Cooper                         | Victoria                 | Colombie-Britannique      | Membre    | 1989  |            |
| Robert Cooper                      | Toronto                  | Ontario                   | Membre    | 2003  |            |
| Parzival Copes                     | West Vancouver           | Colombie-Britannique      | Officier  | 2005  |            |
| D. Harold Copp                     | Vancouver                | Colombie-Britannique      | Compagnon | 1971  |            |
| Maurice Corbeil                    | Montréal                 | Québec                    | Membre    | 1985  |            |
| Wilfrid Corbeil                    | Joliette                 | Québec                    | Membre    | 1976  |            |
| Marvin Corber                      | Montréal                 | Québec                    | Membre    | 2002  |            |
| Ronald Corey                       | Westmount                | Québec                    | Membre    | 1991  |            |
| Georges M. Coriaty                 | Montréal                 | Québec                    | Membre    | 1982  |            |
| Barbara Villy Cormack              | Sherwood Park            | Alberta                   | Membre    | 1980  |            |
| Eric W. Cormack                    | Sherwood Park            | Alberta                   | Membre    | 1980  |            |
| Adrien J. Cormier                  | Cocagne                  | Nouveau-Brunswick         | Officier  | 1994  |            |
| Auréa Cormier                      | Moncton                  | Nouveau-Brunswick         | Membre    | 1995  |            |
| Clément Cormier                    | Moncton                  | Nouveau-Brunswick         | Compagnon | 1967  |            |
| Ernest Cormier                     | Montréal                 | Québec                    | Officier  | 1974  |            |
| Robert Cormier                     | Cap Saint-Georges        | Terre-Neuve-et-Labrador   | Membre    | 2002  |            |
| Jiri George Corn                   | Etobicoke                | Ontario                   | Membre    | 1987  |            |
| M. Dorothy Corrigan                | Charlottetown            | Île-du-Prince-Édouard     | Membre    | 1978  |            |
| Camille Corriveau                  | Laval                    | Québec                    | Membre    | 1979  |            |
| James A. Corry                     | Kingston                 | Ontario                   | Compagnon | 1968  |            |
| Peter de C. Cory                   | Mississauga              | Ontario                   | Compagnon | 2002  |            |
| Margaret M. Costantini             | Winnipeg                 | Manitoba                  | Membre    | 1979  |            |
| Gérard Côté                        | Ste-Rosalie              | Québec                    | Membre    | 1990  |            |
| Hélène Baillargeon-Côté            | Montréal                 | Québec                    | Membre    | 1973  |            |
| Héliodore Côté                     | Grand-Sault              | Nouveau-Brunswick         | Membre    | 2000  |            |
| Jean Côté                          | Québec                   | Québec                    | Membre    | 1997  |            |
| Jean-Pierre Côté                   | Longueuil                | Québec                    | Officier  | 1992  |            |
| Pierre Côté                        | Québec                   | Québec                    | Membre    | 1976  |            |
| Robert Côté                        | Montréal                 | Québec                    | Officier  | 1972  |            |
| Jean Pochat Cotilloux              | Rae-Edzo                 | Territoires du Nord-Ouest | Membre    | 2005  |            |
| Irwin Cotler                       | Ottawa                   | Ontario                   | Officier  | 1991  |            |
| Florence Cottee                    | Calgary                  | Alberta                   | Membre    | 1977  |            |
| Cécile Coulombe                    | Beauport                 | Québec                    | Membre    | 1991  |            |
| Georges-Henri Coulombe             | La Baie                  | Québec                    | Membre    | 1980  |            |
| Jean Coulthard                     | West Vancouver           | Colombie-Britannique      | Officier  | 1978  |            |
| John G. Counsell                   | Toronto                  | Ontario                   | Officier  | 1967  |            |
| Robert Thomas Coupland             | Saskatoon                | Saskatchewan              | Officier  | 1995  |            |
| Dave Sr. Courchene                 | Pine Falls               | Manitoba                  | Membre    | 1987  |            |
| Thomas J. Courchene                | Kingston                 | Ontario                   | Officier  | 1998  |            |
| Arlette Cousture                   | La Prairie               | Québec                    | Officier  | 1998  |            |
| Herbert T. Coutts                  | Edmonton                 | Alberta                   | Membre    | 1974  |            |
| James A. Coutts                    | Toronto                  | Ontario                   | Membre    | 2001  |            |
| Jean Coutu                         | Montréal                 | Québec                    | Officier  | 1993  |            |
| Armand Couture                     | Laval                    | Québec                    | Membre    | 2000  |            |
| Jean Papineau-Couture              | Montréal                 | Québec                    | Compagnon | 1968  |            |
| Jean-G. Couture                    | Québec                   | Québec                    | Membre    | 1994  |            |
| Jean-Guy Couture                   | Chicoutimi               | Québec                    | Membre    | 1998  |            |
| Roland Couture                     | Winnipeg                 | Manitoba                  | Membre    | 1981  |            |
| Frank Manning Covert               | Hunts Point              | Nouvelle-Écosse           | Officier  | 1982  |            |
| Glenn Keith Cowan                  | Victoria                 | Colombie-Britannique      | Membre    | 1995  |            |
| Gordon S. Cowan                    | Halifax                  | Nouvelle-Écosse           | Officier  | 1985  |            |
| Ian McTaggart-Cowan                | Victoria                 | Colombie-Britannique      | Officier  | 1970  |            |
| Patrick D. McTaggart-Cowan         | Bracebridge              | Ontario                   | Officier  | 1979  |            |
| Albert Reginald Cox                | Cobble Hill              | Colombie-Britannique      | Membre    | 1988  |            |
| Rita Marjorie Cox                  | Toronto                  | Ontario                   | Membre    | 1996  |            |
| Harold Scott MacDonald Coxeter     | Toronto                  | Ontario                   | Compagnon | 1997  |            |
| Mona H. Coxwell                    | Toronto                  | Ontario                   | Membre    | 1973  |            |
| Linda Dorothy Crabtree             | St. Catharines           | Ontario                   | Membre    | 1993  |            |
| Albert M. Craig                    | North Battleford         | Saskatchewan              | Membre    | 1979  |            |
| Hugh Catherwood Craig              | Fort Macleod             | Alberta                   | Membre    | 1988  |            |
| John R. Craig                      | Halifax                  | Nouvelle-Écosse           | Membre    | 1995  |            |
| John H. Craigie                    | Ottawa                   | Ontario                   | Officier  | 1967  |            |
| Toller Cranston                    | Toronto                  | Ontario                   | Membre    | 1976  |            |
| William H. Cranston                | Midland                  | Ontario                   | Membre    | 1977  |            |
| J. Douglas Crashley                | Toronto                  | Ontario                   | Membre    | 1978  |            |
| Louise Crawford                    | Toronto                  | Ontario                   | Membre    | 1992  |            |
| Purdy Crawford                     | Toronto                  | Ontario                   | Officier  | 1996  |            |
| Frank Radford Crawley              | Ottawa                   | Ontario                   | Officier  | 1980  |            |
| Hefley Creek                       | Colombie-Britannique     |                           | Membre    | 1983  |            |
| Lyle Creelman                      | West Vancouver           | Colombie-Britannique      | Officier  | 1971  |            |
| Donald G. Creighton                | Brooklin                 | Ontario                   | Compagnon | 1967  |            |
| Helen Creighton                    | Dartmouth                | Nouvelle-Écosse           | Membre    | 1976  |            |
| J. Douglas Creighton               | Etobicoke                | Ontario                   | Officier  | 1991  |            |
| Paul-André Crépeau                 | Montréal                 | Québec                    | Compagnon | 1981  |            |
| Thomas A. Crerar                   | Victoria                 | Colombie-Britannique      | Compagnon | 1973  |            |
| Catherine Anne Crocker             | Fredericton              | Nouveau-Brunswick         | Membre    | 1997  |            |
| David Crombie                      | Toronto                  | Ontario                   | Officier  | 2004  |            |
| David Cronenberg                   | Toronto                  | Ontario                   | Officier  | 2002  |            |
| Gertrude Crosbie                   | Saint-Jean               | Terre-Neuve-et-Labrador   | Membre    | 1982  |            |
| John Carnell Crosbie               | Saint-Jean               | Terre-Neuve-et-Labrador   | Officier  | 1998  |            |
| Mabel M. Crosland                  | Calgary                  | Alberta                   | Membre    | 1976  |            |
| Jack L. Cross                      | Chesterville             | Ontario                   | Membre    | 1984  |            |
| Peter Alexander Crossgrove         | Toronto                  | Ontario                   | Membre    | 2003  |            |
| Jean-Paul Croteau                  | Victoriaville            | Québec                    | Membre    | 1989  |            |
| Catherine Kraus Crouse             | Weston                   | Ontario                   | Membre    | 1979  |            |
| Sam Crow                           | Îles Belcher             | Territoires du Nord-Ouest | Membre    | 1972  |            |
| Ivan H. Crowell                    | Fredericton              | Nouveau-Brunswick         | Membre    | 1973  |            |
| Douglas N. Crozier                 | Collingwood              | Ontario                   | Membre    | 1986  |            |
| Richard Leigh Cruess               | Montréal                 | Québec                    | Officier  | 1994  |            |
| Norris R. Crump                    | Calgary                  | Alberta                   | Compagnon | 1971  |            |
| Hilda Cryderman                    | Vernon                   | Colombie-Britannique      | Membre    | 1985  |            |
| Evelyn MacEwan Cudmore             | Charlottetown            | Île-du-Prince-Édouard     | Membre    | 1983  |            |
| Harry Alfred Cuff                  | Saint-Jean               | Terre-Neuve-et-Labrador   | Membre    | 1994  |            |
| Claire Eglin Culhane               | Vancouver                | Colombie-Britannique      | Membre    | 1995  |            |
| Edward Milton Culliton             | Regina                   | Saskatchewan              | Compagnon | 1981  |            |
| David M. Culver                    | Montréal                 | Québec                    | Compagnon | 1983  |            |
| Maxwell Cummings                   | Montréal                 | Québec                    | Membre    | 1978  |            |
| Steven M. Cummings                 | Westmount                | Québec                    | Membre    | 2005  |            |
| Sidney Joseph Cunliffe             | Victoria                 | Colombie-Britannique      | Membre    | 1982  |            |
| Alastair J. Cunningham             | Toronto                  | Ontario                   | Officier  | 2003  |            |
| Chester R. Cunningham              | Nestow                   | Alberta                   | Membre    | 1992  |            |
| Gordon R. Cunningham               | Oakville                 | Ontario                   | Membre    | 1982  |            |
| John Robert Cunningham             | Camrose                  | Alberta                   | Officier  | 2005  |            |
| Tagak Curley                       | Rankin Inlet             | Nunavut                   | Membre    | 2002  |            |
| Walter Curlook                     | Toronto                  | Ontario                   | Membre    | 1995  |            |
| Donald E. Curren                   | Halifax                  | Nouvelle-Écosse           | Membre    | 1980  |            |
| Balfour W. Currie                  | Saskatoon                | Saskatchewan              | Compagnon | 1972  |            |
| Gordon G. Currie                   | Regina                   | Saskatchewan              | Membre    | 1978  |            |
| John Hugh Currie                   | Calgary                  | Alberta                   | Membre    | 1997  |            |
| Richard J. Currie                  | Toronto                  | Ontario                   | Officier  | 1997  |            |
| George Frederick Curtis            | Vancouver                | Colombie-Britannique      | Officier  | 2003  |            |
| Wilfred A. Curtis                  | Toronto                  | Ontario                   | Officier  | 1967  |            |
| Bobby Curtola                      | Spruce Grove             | Alberta                   | Membre    | 1997  |            |
| Maurice T. Custeau                 | Montréal                 | Québec                    | Membre    | 1983  |            |
| Jean Cypihot                       | Outremont                | Québec                    | Membre    | 1997  |            |
| Jeanne Cypihot                     | Mont-Royal               | Québec                    | Membre    | 1978  |            |
| Gérard Saint-Cyr                   | Caraquet                 | Nouveau-Brunswick         | Membre    | 2002  |            |
| J.V. Raymond Cyr                   | Montréal                 | Québec                    | Officier  | 1988  |            |